# Anoplistes jacobsoni
Anoplistes jacobsoni är en skalbaggsart som beskrevs av Julius Baeckmann 1904. Anoplistes jacobsoni ingår i släktet Anoplistes och familjen långhorningar.
Artens utbredningsområde är Kazakstan. Inga underarter finns listade i Catalogue of Life.